# Куомбока

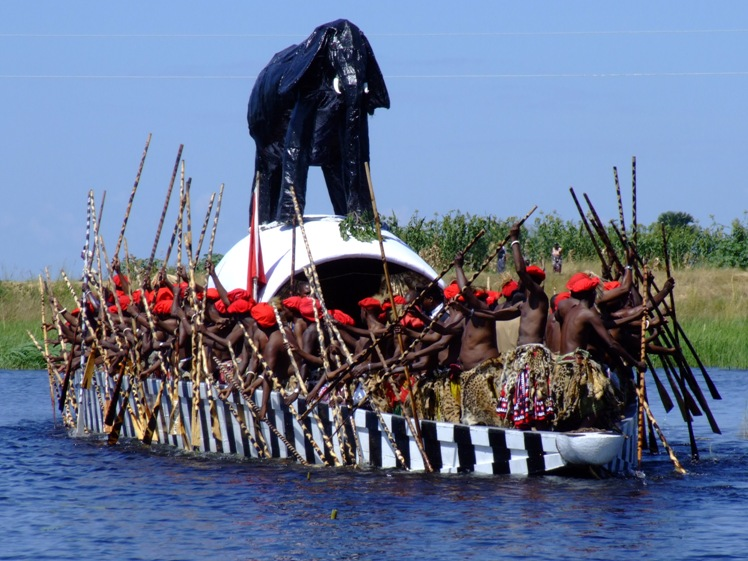
Королівський човен

Куомбока — традиційне щорічне свято народу лозі (бароце), який живе на заході Замбії удовж річки Замбезі.
Куомбока мовою луяна (колишньою мовою лозі) дослівно означає «вийти з води». Так зараз називається традиційна церемонія, яка відбувається щороку наприкінці дощового сезону, коли повінь на річці Замбезі починає затоплювати полонини західної Замбії. Церемонія відзначає переїзд літунги, традиційного ватажка (короля) народу лозі, з його резиденції Леалуї на заливній полонині до Лімулунги, що розташована на верховині, яка не заливається повінню. 
Церемонію попереджує гуркіт королівських барабанів маома, який лунає по Леалуї напередодні Куомбоки, сповіщаючи жителів про наближення свята.
Король відпливає зі столиці на королівському човні на ймення Налікванда, розмальованому чорною і білою фарбою в кольори замбійського герба. На човні встановлено опудало величезного чорного слона, вухами якого можна рухати зсередини човна. На човні також запалюється вогонь, його дим вказує народові, що король живий і добре себе почуває.
Дружина короля пливе слідом на другому човні. Цей має наверху зображення величезної чорної курки, крила якої, як і вуха слона, можуть рухатись вверх і вниз.